# Ganache
Ganache er en blanding af fløde og chokolade der bruges som fyld eller glasur i chokladepraliner og kager. Ganache kan også være tilsat yderligere smag, for eksempel kaffe eller likør. Ganache skal være mere glat og mindre sød end fudge.
En sædvanlig tilberedningsmåde er at overhælde finthakket chokoladede med opvarmet fløde, og piske til konsistensen er ensartet.
Forholdet skal være 1:1 - 1:2 mellem fløde og chokolade afhængig af hvor tyk den ønskes. Hvis man tilsætter honning eller smør bliver ganachen mere blank, hvilket kan være passende på for eksempel kager.
| Mad og drikke | Spire Denne artikel om mad og drikke er en spire som bør udbygges. Du er velkommen til at hjælpe Wikipedia ved at udvide den. |